# Elezioni comunali in Calabria del 2007
Le elezioni comunali in Calabria del 2007 si tennero il 27 e 28 maggio (con ballottaggio il 10 e 11 giugno).

## Provincia di Cosenza

### Belsito
| Candidati | Candidati               | Partito                | Voti | %     | Seggi |
| --------- | ----------------------- | ---------------------- | ---- | ----- | ----- |
|           | Antonio Giuseppe Basile | Belsito domani         | 464  | 67,94 | 8     |
|           | Francesco Occhiuto      | Belsito prima di tutto | 219  | 32,06 | 4     |
| Totale    | Totale                  | Totale                 | 683  |       | 12    |

### Castrovillari
| Candidati                              | Candidati                           | II turno             | II turno           | I turno | I turno | Liste                   | Voti   | %     | Seggi |
| Candidati                              | Candidati                           | Voti                 | %                  | Voti    | %       | Liste                   | Voti   | %     | Seggi |
| -------------------------------------- | ----------------------------------- | -------------------- | ------------------ | ------- | ------- | ----------------------- | ------ | ----- | ----- |
|                                        | Francesco Luigi Blaiotta ✔️ Sindaco | 6 639                | 55,24              | 4 440   | 30,98   | Alleanza Nazionale      | 1 782  | 12,84 | 6     |
| Unione di Centro                       | Francesco Luigi Blaiotta ✔️ Sindaco | 6 639                | 55,24              | 4 440   | 30,98   | 1 555                   | 11,21  | 5     |       |
| Nuova Castrovillari                    | Francesco Luigi Blaiotta ✔️ Sindaco | 6 639                | 55,24              | 4 440   | 30,98   | 515                     | 3,71   | 1     |       |
| Democrazia Cristiana                   | Francesco Luigi Blaiotta ✔️ Sindaco | 6 639                | 55,24              | 4 440   | 30,98   | 272                     | 1,96   | –     |       |
| Nuovo PSI                              | Francesco Luigi Blaiotta ✔️ Sindaco | 6 639                | 55,24              | 4 440   | 30,98   | 191                     | 1,38   | –     |       |
| Democrazia Italiana                    | Francesco Luigi Blaiotta ✔️ Sindaco | 6 639                | 55,24              | 4 440   | 30,98   | 121                     | 0,87   | –     |       |
|                                        | Donata Laudadio                     | 5 379                | 44,76              | 5 585   | 38,96   | Democratici di Sinistra | 1 366  | 9,84  | 2     |
| Socialisti Democratici Italiani        | Donata Laudadio                     | 5 379                | 44,76              | 5 585   | 38,96   | 1 079                   | 7,78   | 1     |       |
| La Margherita                          | Donata Laudadio                     | 5 379                | 44,76              | 5 585   | 38,96   | 1 076                   | 7,75   | 1     |       |
| Socialdemocrazia                       | Donata Laudadio                     | 5 379                | 44,76              | 5 585   | 38,96   | 544                     | 3,92   | –     |       |
| Lista Civica X Donatella               | Donata Laudadio                     | 5 379                | 44,76              | 5 585   | 38,96   | 921                     | 6,64   | –     |       |
| Partito Democratico Meridionale        | Donata Laudadio                     | 5 379                | 44,76              | 5 585   | 38,96   | 465                     | 3,35   | –     |       |
| Comunisti Italiani                     | Donata Laudadio                     | 5 379                | 44,76              | 5 585   | 38,96   | 319                     | 2,30   | –     |       |
| Federazione dei Verdi                  | Donata Laudadio                     | 5 379                | 44,76              | 5 585   | 38,96   | 310                     | 2,23   | –     |       |
| UDEUR                                  | Donata Laudadio                     | 5 379                | 44,76              | 5 585   | 38,96   | 544                     | 3,92   | –     |       |
| Seggio di coalizione                   | Seggio di coalizione                | Seggio di coalizione | 44,76              | 5 585   | 38,96   | 1                       |        |       |       |
|                                        | Ferdinando Laghi                    | Ferdinando Laghi     | Ferdinando Laghi   | 3 199   | 22,32   | Con Laghi Città Viva    | 834    | 6,01  | 1     |
| Per Laghi Solidarietà e Partecipazione | Ferdinando Laghi                    | Ferdinando Laghi     | Ferdinando Laghi   | 3 199   | 22,32   | 585                     | 4,22   | –     |       |
| Castrovillari Solidale per Laghi       | Ferdinando Laghi                    | Ferdinando Laghi     | Ferdinando Laghi   | 3 199   | 22,32   | 583                     | 4,20   | –     |       |
| Seggio di coalizione                   | Seggio di coalizione                | Seggio di coalizione | Ferdinando Laghi   | 3 199   | 22,32   | 1                       |        |       |       |
|                                        | Pasquale Saladino                   | Pasquale Saladino    | Pasquale Saladino  | 837     | 5,84    | Forza Italia            | 786    | 5,66  | –     |
| Alternativa Sociale                    | Pasquale Saladino                   | Pasquale Saladino    | Pasquale Saladino  | 837     | 5,84    | 122                     | 0,88   | –     |       |
| Libertas Democrazia Cristiana          | Pasquale Saladino                   | Pasquale Saladino    | Pasquale Saladino  | 837     | 5,84    | 15                      | 0,11   | –     |       |
|                                        | Alfredo Ceccherini                  | Alfredo Ceccherini   | Alfredo Ceccherini | 273     | 1,90    | Rifondazione Comunista  | 253    | 1,82  | –     |
| Totale                                 | Totale                              | 12 018               | 100                | 14 334  | 100     |                         | 13 877 | 100   | 20    |
|                                        |                                     |                      |                    |         |         |                         |        |       |       |
| Fonte: Ministero dell'interno          |                                     |                      |                    |         |         |                         |        |       |       |

### Paola
| Candidati                                       | Candidati                   | II turno             | II turno            | I turno | I turno | Liste                           | Voti   | %     | Seggi |
| Candidati                                       | Candidati                   | Voti                 | %                   | Voti    | %       | Liste                           | Voti   | %     | Seggi |
| ----------------------------------------------- | --------------------------- | -------------------- | ------------------- | ------- | ------- | ------------------------------- | ------ | ----- | ----- |
|                                                 | Roberto Perrotta ✔️ Sindaco | 5 760                | 60,73               | 4 199   | 38,08   | Socialisti Democratici Italiani | 1 020  | 9,53  | 4     |
| Uniti per il Centro-sinistra (PdCI - FdV - IdV) | Roberto Perrotta ✔️ Sindaco | 5 760                | 60,73               | 4 199   | 38,08   | 911                             | 8,51   | 3     |       |
| Socialdemocrazia                                | Roberto Perrotta ✔️ Sindaco | 5 760                | 60,73               | 4 199   | 38,08   | 825                             | 7,71   | 3     |       |
| Uniti per la Democrazia (IdM - Altri)           | Roberto Perrotta ✔️ Sindaco | 5 760                | 60,73               | 4 199   | 38,08   | 615                             | 5,75   | 2     |       |
|                                                 | Franca Arlia                | 3 724                | 39,27               | 2 835   | 25,71   | Democrazia Cristiana            | 1 169  | 10,92 | 1     |
| Democratici di Sinistra                         | Franca Arlia                | 3 724                | 39,27               | 2 835   | 25,71   | 941                             | 8,79   | 1     |       |
| Partito Democratico Meridionale                 | Franca Arlia                | 3 724                | 39,27               | 2 835   | 25,71   | 656                             | 6,13   | 1     |       |
| UDEUR                                           | Franca Arlia                | 3 724                | 39,27               | 2 835   | 25,71   | 648                             | 6,05   | 1     |       |
| Uniti per Paola                                 | Franca Arlia                | 3 724                | 39,27               | 2 835   | 25,71   | 285                             | 2,66   | –     |       |
| Seggio di coalizione                            | Seggio di coalizione        | Seggio di coalizione | 39,27               | 2 835   | 25,71   | 1                               |        |       |       |
|                                                 | Basilio Ferrari             | Basilio Ferrari      | Basilio Ferrari     | 2 728   | 24,74   | Forza Italia                    | 1 625  | 15,18 | 2     |
| Alleanza Nazionale                              | Basilio Ferrari             | Basilio Ferrari      | Basilio Ferrari     | 2 728   | 24,74   | 656                             | 6,13   | –     |       |
| Unione di Centro                                | Basilio Ferrari             | Basilio Ferrari      | Basilio Ferrari     | 2 728   | 24,74   | 314                             | 2,93   | –     |       |
| Rifondazione DC                                 | Basilio Ferrari             | Basilio Ferrari      | Basilio Ferrari     | 2 728   | 24,74   | 141                             | 1,32   | –     |       |
| Seggio di coalizione                            | Seggio di coalizione        | Seggio di coalizione | Basilio Ferrari     | 2 728   | 24,74   | 1                               |        |       |       |
|                                                 | Ennio Logatto               | Ennio Logatto        | Ennio Logatto       | 644     | 5,84    | Il Faro                         | 385    | 3,60  | –     |
|                                                 | Alessandro Pagliaro         | Alessandro Pagliaro  | Alessandro Pagliaro | 622     | 5,64    | Rifondazione Comunista          | 513    | 4,79  | –     |
| Totale                                          | Totale                      | 9 484                | 100                 | 11 028  | 100     |                                 | 10 704 | 100   | 20    |
|                                                 |                             |                      |                     |         |         |                                 |        |       |       |
| Fonte: Ministero dell'interno                   |                             |                      |                     |         |         |                                 |        |       |       |

## Provincia di Crotone

### Cirò
| Candidati | Candidati     | Partito                      | Voti  | %     | Seggi |
| --------- | ------------- | ---------------------------- | ----- | ----- | ----- |
|           | Mario Caruso  | Solidarietà e partecipazione | 1 036 | 52,00 | 11    |
|           | Carlo Colucci | L'Ulivo                      | 956   | 48,00 | 5     |
| Totale    | Totale        | Totale                       | 1 992 |       | 16    |

### Roccabernarda
| Candidati | Candidati         | Partito            | Voti  | %     | Seggi |
| --------- | ----------------- | ------------------ | ----- | ----- | ----- |
|           | Vincenzo Pugliese | La Svolta          | 1 315 | 56,12 | 11    |
|           | Armando Scalise   | Unione Democratica | 1 028 | 43,88 | 6     |
| Totale    | Totale            | Totale             | 2 343 |       | 16    |

## Provincia di Reggio Calabria

### Reggio Calabria
| Candidati                                                                                       | Candidati                      | Voti                        | %     | Liste                                                            | Voti    | %      | Seggi |
| ----------------------------------------------------------------------------------------------- | ------------------------------ | --------------------------- | ----- | ---------------------------------------------------------------- | ------- | ------ | ----- |
|                                                                                                 | Giuseppe Scopelliti ✔️ Sindaco | 83.418                      | 70,03 | Alleanza Nazionale                                               | 20.140  | 17,14  | 9     |
| Forza Italia                                                                                    | Giuseppe Scopelliti ✔️ Sindaco | 83.418                      | 70,03 | 13.452                                                           | 11,45   | 5      |       |
| Alleanza per Scopelliti                                                                         | Giuseppe Scopelliti ✔️ Sindaco | 83.418                      | 70,03 | 7.341                                                            | 6,25    | 3      |       |
| Reggio Futura                                                                                   | Giuseppe Scopelliti ✔️ Sindaco | 83.418                      | 70,03 | 7.111                                                            | 6,05    | 3      |       |
| Area dello Stretto                                                                              | Giuseppe Scopelliti ✔️ Sindaco | 83.418                      | 70,03 | 4.957                                                            | 4,22    | 2      |       |
| Partito Repubblicano Italiano                                                                   | Giuseppe Scopelliti ✔️ Sindaco | 83.418                      | 70,03 | 4.491                                                            | 3,82    | 2      |       |
| Italiani nel Mondo-Centro Democratico Cristiano                                                 | Giuseppe Scopelliti ✔️ Sindaco | 83.418                      | 70,03 | 3.854                                                            | 3,28    | 1      |       |
| Unione di Centro                                                                                | Giuseppe Scopelliti ✔️ Sindaco | 83.418                      | 70,03 | 3.799                                                            | 3,23    | 1      |       |
| Io Non Ci Sto                                                                                   | Giuseppe Scopelliti ✔️ Sindaco | 83.418                      | 70,03 | 3.456                                                            | 2,94    | 1      |       |
| Democrazia Cristiana per le Autonomie                                                           | Giuseppe Scopelliti ✔️ Sindaco | 83.418                      | 70,03 | 3.001                                                            | 2,55    | 1      |       |
| Patto per Scopelliti Sindaco                                                                    | Giuseppe Scopelliti ✔️ Sindaco | 83.418                      | 70,03 | 2.318                                                            | 1,97    | 1      |       |
| Nuovo PSI                                                                                       | Giuseppe Scopelliti ✔️ Sindaco | 83.418                      | 70,03 | 2.252                                                            | 1,92    | -      |       |
| Italia di Mezzo                                                                                 | Giuseppe Scopelliti ✔️ Sindaco | 83.418                      | 70,03 | 1.960                                                            | 1,67    | -      |       |
| Cattolici Liberali                                                                              | Giuseppe Scopelliti ✔️ Sindaco | 83.418                      | 70,03 | 1.667                                                            | 1,42    | -      |       |
| Centro (Democrazia Cristiana-Rifondazione DC-Lista Consumatori)                                 | Giuseppe Scopelliti ✔️ Sindaco | 83.418                      | 70,03 | 1.452                                                            | 1,24    | -      |       |
| Alleanza Cristiana Popolare                                                                     | Giuseppe Scopelliti ✔️ Sindaco | 83.418                      | 70,03 | 1.317                                                            | 1,12    | -      |       |
| Movimento per l'Autonomia                                                                       | Giuseppe Scopelliti ✔️ Sindaco | 83.418                      | 70,03 | 551                                                              | 0,47    | -      |       |
| Partito Democratico Cristiano                                                                   | Giuseppe Scopelliti ✔️ Sindaco | 83.418                      | 70,03 | 311                                                              | 0,26    | -      |       |
| Fiamma Tricolore                                                                                | Giuseppe Scopelliti ✔️ Sindaco | 83.418                      | 70,03 | 296                                                              | 0,25    | -      |       |
| Alleanza Calabrese                                                                              | Giuseppe Scopelliti ✔️ Sindaco | 83.418                      | 70,03 | 290                                                              | 0,25    | -      |       |
| Cattolici Liberali Cristiani                                                                    | Giuseppe Scopelliti ✔️ Sindaco | 83.418                      | 70,03 | 263                                                              | 0,22    | -      |       |
|                                                                                                 | Eduardo Lamberti Castronuovo   | 30.846                      | 25,90 | Democratici di Sinistra                                          | 7.137   | 6,07   | 3     |
| La Margherita                                                                                   | Eduardo Lamberti Castronuovo   | 30.846                      | 25,90 | 5.606                                                            | 4,77    | 2      |       |
| Partito Democratico Meridionale                                                                 | Eduardo Lamberti Castronuovo   | 30.846                      | 25,90 | 3.659                                                            | 3,11    | 1      |       |
| Partito della Rifondazione Comunista                                                            | Eduardo Lamberti Castronuovo   | 30.846                      | 25,90 | 3.288                                                            | 2,80    | 1      |       |
| UDEUR                                                                                           | Eduardo Lamberti Castronuovo   | 30.846                      | 25,90 | 2.951                                                            | 2,51    | 1      |       |
| Comunisti Italiani                                                                              | Eduardo Lamberti Castronuovo   | 30.846                      | 25,90 | 2.708                                                            | 2,30    | 1      |       |
| L'Unione per Lamberti Sindaco                                                                   | Eduardo Lamberti Castronuovo   | 30.846                      | 25,90 | 2.429                                                            | 2,07    | 1      |       |
| Socialisti e Laici (Socialisti Democratici Italiani-I Socialisti Italiani-Repubblicani Europei) | Eduardo Lamberti Castronuovo   | 30.846                      | 25,90 | 1.977                                                            | 1,68    | -      |       |
| Cittadini Insieme                                                                               | Eduardo Lamberti Castronuovo   | 30.846                      | 25,90 | 1.031                                                            | 0,88    | -      |       |
| Unione per Reggio                                                                               | Eduardo Lamberti Castronuovo   | 30.846                      | 25,90 | 730                                                              | 0,62    | -      |       |
| Donne in Rete                                                                                   | Eduardo Lamberti Castronuovo   | 30.846                      | 25,90 | 282                                                              | 0,24    | -      |       |
| Federazione dei Verdi                                                                           | Eduardo Lamberti Castronuovo   | 30.846                      | 25,90 | 162                                                              | 0,14    | -      |       |
| Seggio al candidato sindaco                                                                     | Seggio al candidato sindaco    | Seggio al candidato sindaco | 25,90 | 1                                                                |         |        |       |
|                                                                                                 | Giuseppe Caridi                | 2.608                       | 2,19  | Terza Via (Partito Socialista Democratico Italiano-Lista civica) | 636     | 0,54   | -     |
|                                                                                                 | Giuseppe Antonino Siclari      | 1.402                       | 1,18  | Partito Comunista dei Lavoratori                                 | 301     | 0,26   | -     |
|                                                                                                 | Francesco Gangemi              | 844                         | 0,71  | Nuovo MSI                                                        | 310     | 0,26   | -     |
| Totale                                                                                          | Totale                         | 119.118                     |       | 100,00                                                           | 117.486 | 100,00 | 40    |

### Palmi
| Candidati                                                      | Candidati                   | II turno             | II turno           | I turno | I turno | Liste                   | Voti   | %     | Seggi |
| Candidati                                                      | Candidati                   | Voti                 | %                  | Voti    | %       | Liste                   | Voti   | %     | Seggi |
| -------------------------------------------------------------- | --------------------------- | -------------------- | ------------------ | ------- | ------- | ----------------------- | ------ | ----- | ----- |
|                                                                | Ennio Gaudio ✔️ Sindaco     | 5 711                | 54,45              | 3 422   | 29,15   | Nuova Palmi             | 828    | 7,42  | 6     |
| Alleanza Nazionale                                             | Ennio Gaudio ✔️ Sindaco     | 5 711                | 54,45              | 3 422   | 29,15   | 672                     | 6,02   | 5     |       |
| Avvenire                                                       | Ennio Gaudio ✔️ Sindaco     | 5 711                | 54,45              | 3 422   | 29,15   | 234                     | 2,10   | 1     |       |
|                                                                | Rita Enza Salvatrice Franco | 4 746                | 45,25              | 3 268   | 27,84   | Forza Italia            | 1 554  | 13,93 | 2     |
| Unione di Centro                                               | Rita Enza Salvatrice Franco | 4 746                | 45,25              | 3 268   | 27,84   | 559                     | 5,01   | –     |       |
| Rinascita per Palmi                                            | Rita Enza Salvatrice Franco | 4 746                | 45,25              | 3 268   | 27,84   | 473                     | 4,24   | –     |       |
| Azzurri per la Libertà                                         | Rita Enza Salvatrice Franco | 4 746                | 45,25              | 3 268   | 27,84   | 418                     | 3,75   | –     |       |
| Democrazia Cristiana per le Autonomie                          | Rita Enza Salvatrice Franco | 4 746                | 45,25              | 3 268   | 27,84   | 268                     | 2,40   | –     |       |
| Seggio di coalizione                                           | Seggio di coalizione        | Seggio di coalizione | 45,25              | 3 268   | 27,84   | 1                       |        |       |       |
|                                                                | Domenico Alvaro             | Domenico Alvaro      | Domenico Alvaro    | 2 049   | 17,45   | Amicizia e Libertà      | 817    | 7,32  | 1     |
| Italiani nel Mondo-Centro Democratico Cristiano                | Domenico Alvaro             | Domenico Alvaro      | Domenico Alvaro    | 2 049   | 17,45   | 698                     | 6,26   | –     |       |
| La Margherita                                                  | Domenico Alvaro             | Domenico Alvaro      | Domenico Alvaro    | 2 049   | 17,45   | 590                     | 5,29   | –     |       |
| Socialisti Democratici Italiani                                | Domenico Alvaro             | Domenico Alvaro      | Domenico Alvaro    | 2 049   | 17,45   | 580                     | 5,20   | –     |       |
| Federazione dei Verdi                                          | Domenico Alvaro             | Domenico Alvaro      | Domenico Alvaro    | 2 049   | 17,45   | 72                      | 0,65   | –     |       |
| Partito Democratico Cristiano                                  | Domenico Alvaro             | Domenico Alvaro      | Domenico Alvaro    | 2 049   | 17,45   | 48                      | 0,43   | –     |       |
| Seggio di coalizione                                           | Seggio di coalizione        | Seggio di coalizione | Domenico Alvaro    | 2 049   | 17,45   | 1                       |        |       |       |
|                                                                | Carmine Cogliandro          | Carmine Cogliandro   | Carmine Cogliandro | 1 786   | 15,21   | Democratici di Sinistra | 604    | 5,41  | 1     |
| I Socialisti Italiani                                          | Carmine Cogliandro          | Carmine Cogliandro   | Carmine Cogliandro | 1 786   | 15,21   | 561                     | 5,03   | –     |       |
| Rifondazione Comunista                                         | Carmine Cogliandro          | Carmine Cogliandro   | Carmine Cogliandro | 1 786   | 15,21   | 247                     | 2,21   | –     |       |
| Comunisti Italiani                                             | Carmine Cogliandro          | Carmine Cogliandro   | Carmine Cogliandro | 1 786   | 15,21   | 244                     | 2,19   | –     |       |
| Italia di Mezzo                                                | Carmine Cogliandro          | Carmine Cogliandro   | Carmine Cogliandro | 1 786   | 15,21   | 200                     | 1,79   | –     |       |
| Movimento Giovani Palmesi                                      | Carmine Cogliandro          | Carmine Cogliandro   | Carmine Cogliandro | 1 786   | 15,21   | 168                     | 1,51   | –     |       |
| Partito Socialista Democratico Italiano-Socialisti per l'Ulivo | Carmine Cogliandro          | Carmine Cogliandro   | Carmine Cogliandro | 1 786   | 15,21   | 98                      | 0,88   | –     |       |
| Seggio di coalizione                                           | Seggio di coalizione        | Seggio di coalizione | Carmine Cogliandro | 1 786   | 15,21   | 1                       |        |       |       |
|                                                                | Silvestro Runci             | Silvestro Runci      | Silvestro Runci    | 1 411   | 12,02   | UDEUR                   | 795    | 7,13  | –     |
| Partito Democratico Meridionale                                | Silvestro Runci             | Silvestro Runci      | Silvestro Runci    | 1 411   | 12,02   | 495                     | 4,44   | –     |       |
| Italia dei Valori                                              | Silvestro Runci             | Silvestro Runci      | Silvestro Runci    | 1 411   | 12,02   | 205                     | 1,84   | –     |       |
| Lista Consumatori                                              | Silvestro Runci             | Silvestro Runci      | Silvestro Runci    | 1 411   | 12,02   | 127                     | 1,14   | –     |       |
| Seggio di coalizione                                           | Seggio di coalizione        | Seggio di coalizione | Silvestro Runci    | 1 411   | 12,02   | 1                       |        |       |       |
| Totale                                                         | Totale                      | 10 489               | 100                | 11 740  | 100     |                         | 11 155 | 100   | 20    |
|                                                                |                             |                      |                    |         |         |                         |        |       |       |
| Fonte: Ministero dell'interno                                  |                             |                      |                    |         |         |                         |        |       |       |

### Taurianova
| Candidati                                             | Candidati                 | II turno             | II turno         | I turno | I turno | Liste                   | Voti  | %     | Seggi |
| Candidati                                             | Candidati                 | Voti                 | %                | Voti    | %       | Liste                   | Voti  | %     | Seggi |
| ----------------------------------------------------- | ------------------------- | -------------------- | ---------------- | ------- | ------- | ----------------------- | ----- | ----- | ----- |
|                                                       | Domenico Romeo ✔️ Sindaco | 4 704                | 54,43            | 3 338   | 33,60   | Unione Liberi Cittadini | 749   | 7,74  | 3     |
| Democrazia Cristiana                                  | Domenico Romeo ✔️ Sindaco | 4 704                | 54,43            | 3 338   | 33,60   | 746                     | 7,71  | 3     |       |
| Socialisti Democratici Italiani-I Socialisti Italiani | Domenico Romeo ✔️ Sindaco | 4 704                | 54,43            | 3 338   | 33,60   | 711                     | 7,35  | 3     |       |
| Italia di Mezzo-Altri                                 | Domenico Romeo ✔️ Sindaco | 4 704                | 54,43            | 3 338   | 33,60   | 491                     | 5,07  | 2     |       |
| Movimento Democratico Riformisti                      | Domenico Romeo ✔️ Sindaco | 4 704                | 54,43            | 3 338   | 33,60   | 386                     | 3,99  | 1     |       |
|                                                       | Placido Orlando           | 3 939                | 45,57            | 4 449   | 44,78   | Forza Italia            | 1 425 | 14,73 | 2     |
| Democrazia Cristiana per le Autonomie                 | Placido Orlando           | 3 939                | 45,57            | 4 449   | 44,78   | 1 355                   | 14,01 | 2     |       |
| Italiani nel Mondo                                    | Placido Orlando           | 3 939                | 45,57            | 4 449   | 44,78   | 697                     | 7,20  | 1     |       |
| Movimento per le Autonomie                            | Placido Orlando           | 3 939                | 45,57            | 4 449   | 44,78   | 586                     | 6,06  | –     |       |
| UDEUR                                                 | Placido Orlando           | 3 939                | 45,57            | 4 449   | 44,78   | 377                     | 3,90  | –     |       |
| Partito Repubblicano Italiano                         | Placido Orlando           | 3 939                | 45,57            | 4 449   | 44,78   | 290                     | 3,00  | –     |       |
| Seggio di coalizione                                  | Seggio di coalizione      | Seggio di coalizione | 45,57            | 4 449   | 44,78   | 1                       |       |       |       |
|                                                       | Angela Marafioti          | Angela Marafioti     | Angela Marafioti | 1 598   | 16,08   | Democratici di Sinistra | 756   | 7,81  | 1     |
| Con Angela per Taurianova                             | Angela Marafioti          | Angela Marafioti     | Angela Marafioti | 1 598   | 16,08   | 360                     | 3,72  | –     |       |
| Rifondazione Comunista-Comunisti Italiani             | Angela Marafioti          | Angela Marafioti     | Angela Marafioti | 1 598   | 16,08   | 256                     | 2,65  | –     |       |
| Seggio di coalizione                                  | Seggio di coalizione      | Seggio di coalizione | Angela Marafioti | 1 598   | 16,08   | 1                       |       |       |       |
|                                                       | Vincenzo Gullace          | Vincenzo Gullace     | Vincenzo Gullace | 550     | 5,54    | Alleanza Nazionale      | 387   | 4,00  | –     |
| Socialdemocratici                                     | Vincenzo Gullace          | Vincenzo Gullace     | Vincenzo Gullace | 550     | 5,54    | 103                     | 1,06  | –     |       |
| Totale                                                | Totale                    | 8 643                | 100              | 9 935   | 100     |                         | 9 675 | 100   | 20    |
|                                                       |                           |                      |                  |         |         |                         |       |       |       |
| Fonte: Ministero dell'interno                         |                           |                      |                  |         |         |                         |       |       |       |